# Катастрофа Boeing 737 под Арекипой
Катастрофа Boeing 737 под Арекипой — крупная авиационная катастрофа, произошедшая в четверг 29 февраля 1996 года в окрестностях Арекипы (Перу). Boeing 737-222 авиакомпании Faucett Perú выполнял пассажирский рейс CF251 по маршруту Лима — Арекипа — Такна, но при заходе на посадку врезался в гору в районе Сьюдад-де-Диос и полностью разрушился. Погибли все находившиеся на его борту 123 человека — 117 пассажиров и 6 членов экипажа.
На 2023 год это крупнейшая авиационная катастрофа в Перу.

## Самолёт

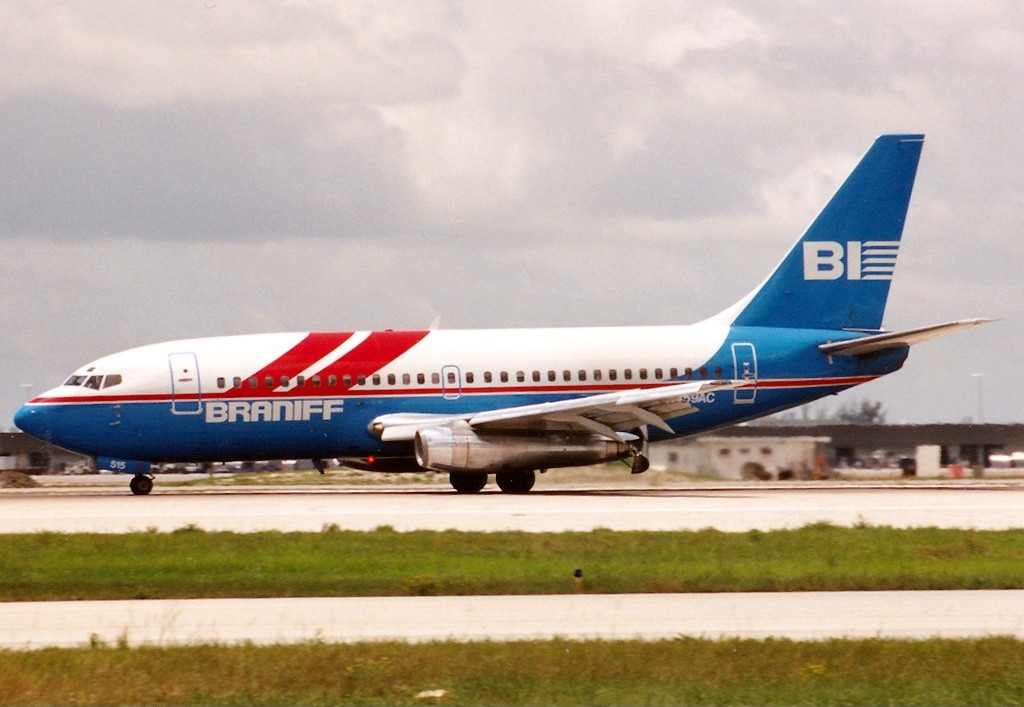
Разбившийся самолёт в период эксплуатации в Braniff (борт N459AC, июль 1989 года)

Boeing 737—222 с заводским номером 19072 и серийным 86 свой первый полёт совершил 21 октября 1968 года, после чего был продан United Airlines, где 28 октября был зарегистрирован под бортовым номером N9034U и получил имя City of Merced. 14 июня 1971 года его взяла в лизинг Aloha Airlines, а 15 сентября авиалайнер был перерегистрирован и получил бортовой номер N73714. 17 июня 1975 года Aloha выкупила у United данный самолёт. 30 октября 1980 года авиалайнер был сдан в лизинг Air California, которая 6 апреля 1981 года была переименована в AirCal, а 6 октября того же года выкупила борт N73714. 13 января 1982 года в связи с перерегистрацией бортовой номер сменился на N459AC. 1 июля 1987 года AirCal была поглощена компанией American Airlines, в связи с чем самолёт перешёл в парк последней. На тот момент на нём были установлены два турбовентиляторных двигателя Pratt & Whitney JT8D-9, компоновка ВС — 100 кресел экономкласса. 2 марта 1989 года принадлежащий BIA Cor Holdings Inc. лайнер был сдан в лизинг компании Braniff (номер в парке — 515), где эксплуатировался до января 1990 года. Впоследствии он перешёл в парк International Air Leases (IAL), которая 15 июля 1991 года сдала авиалайнер перуанской Faucett Perú, бортовой номер при этом сменился на OB-1451. На день катастрофы самолёт был оборудован двумя турбовентиляторными двигателями Pratt & Whitney JT8D-9A, компоновка была уплотнена до 128 кресел экономкласса.

## Катастрофа
Самолёт выполнял рейс CF251 по маршруту Лима—Арекипа—Такна и в 19:10 вылетел из лимского аэропорта имени Хорхе Чавеса. На его борту находились 6 членов экипажа и 117 пассажиров, преимущественно перуанцы.
| Гражданство | Пассажиры | Экипаж | Всего |
| ----------- | --------- | ------ | ----- |
| Бельгия     | 2         | 0      | 2     |
| Боливия     | 2         | 0      | 2     |
| Бразилия    | 1         | 0      | 1     |
| Канада      | 2         | 0      | 2     |
| Перу        | 77        | 6      | 83    |
| Чили        | 33        | 0      | 33    |
| Итого       | 117       | 6      | 123   |

Аэропорт Родригес Бальон в Арекипе расположен на высоте 2562 метров (8405 футов) над уровнем моря. Заход на посадку на полосу 09 осуществлялся в темноте и в условиях грозы с дождём. Несмотря на это, видимость составляла 4 километра, поэтому аэропорт работал в нормальном режиме и уже принял несколько рейсов.
В 20:25 (по другим данным — в 20:15) за 5 минут до ожидаемого времени посадки экипаж рейса 251 попросил диспетчера увеличить яркость огней полосы, так как они её не видят. На это диспетчер ответил, что освещение полосы 09 работает в нормальном режиме. Через 15 секунд на высоте около 8200 футов (2500 метров) и в 2 километрах от торца полосы 09 (6 километров от города) авиалайнер врезался хвостовой частью в гребень скалы в районе Сьюдад-де-Диос. От удара хвост отделился, после чего объятая огнём остальная часть самолёта перелетела каньон и на высоте 8065 футов (2458 метров), на 340 футов ниже уровня аэродрома, врезалась в другой склон и полностью разрушилась. Все 123 человека на борту при этом погибли. Это крупнейшая авиационная катастрофа в истории Перу.

## Расследование
Свидетели катастрофы сказали, что перед падением самолёта наблюдали огонь, поэтому первоначально возникла версия об отказе двигателя. Однако проверка показала, что двигатели на момент столкновения работали нормально.
Причиной катастрофы стало неверное выставление давления на высотомерах. Как показали данные бортовых самописцев, когда пилоты докладывали о высоте полёта 9500 футов (2896 метров) над уровнем моря, на самом деле они находились на высоте 8640 футов (2633), а затем при заходе на посадку оказались примерно на 850 футов (260 метров) ниже установленной высоты.